# Regimiento
Un regimiento es una unidad militar que por lo general agrupa a varios batallones, normalmente entre dos y cuatro, y es mandado por un coronel con su plana mayor.
Los regimientos actuales suelen agrupar entre 1000 y 3000 hombres, dependiendo de su estado operativo, grupo de armas y la doctrina existente en sus fuerzas armadas.

## Evolución histórica
El término tiene su origen etimológico en el latino regimentum, que significa «gobierno». Empezó a usarse en un contexto militar en Francia en el siglo XVI d. C. para referirse a grupos de unidades bajo el mando de un mismo jefe. Esos regimientos iniciales eran unidades muy dispares en tamaño y funciones, que no fueron regulándose hasta bien entrado el siglo XVIII d. C. tras las sucesivas reformas militares efectuadas por las potencias europeas.

A partir de ese momento se estableció el concepto general de regimiento como unión de batallones. En el Reino Unido —y posteriormente los países de su área de influencia integrados en la Commonwealth— se adoptó un modelo de organización conocido como sistema regimental, mientras que el resto de los países europeos implantó el llamado sistema continental. En ambos se respeta el carácter del regimiento como unidad militar formada por varios batallones, pero presentan diferencias filosóficas y de funcionamiento.

### El sistema de organización continental
En este sistema, cada regimiento está formado por dos a cuatro batallones. Tradicionalmente eran todos de una misma arma, es decir, que en un regimiento clasificado como de infantería o de caballería, todos sus batallones serían de ese tipo. Sin embargo, sobre todo a partir de la Primera Guerra Mundial, se hizo frecuente la combinación de distintas armas en un mismo regimiento. Puede integrar también compañías, baterías y secciones de apoyo, bajo el mando directo de la plana mayor del regimiento.
Como unidad militar, se encuentra a nivel táctico entre el batallón y la división, al igual que la brigada. Aunque el tamaño exacto depende de la doctrina de cada país y periodo histórico, la brigada suele tener uno o dos batallones más que un regimiento. Regimientos y brigadas se agrupan en divisiones, de forma indistinta.
En este sistema, el regimiento y la división son las unidades tácticas fundamentales en el campo de batalla, normalmente se despliegan de forma conjunta y bajo un mismo mando. La plana mayor del regimiento, liderada por el coronel jefe, está dentro de la cadena de mando; recibe sus órdenes del general al mando de su división, y las transmite a los comandantes y tenientes coroneles al mando de sus propios batallones. Los coroneles tienen por tanto un mando táctico en el campo de batalla.
El personal que forma parte de un regimiento puede (y suele) cambiar de destino a otros regimientos de las mismas fuerzas armadas durante el transcurso de su carrera. En consecuencia, la formación básica del personal y la gestión administrativa del mismo (es decir, el registro de sus carreras en el ejército) corresponde a las fuerzas armadas.

### El sistema de organización regimental
En este sistema, los regimientos están formados por una cantidad variable de batallones, que pueden ir de tan solo uno a incluso varias decenas. Habitualmente todos sus batallones forman parte de una misma arma.
La unidad básica de maniobra es el batallón. Los regimientos cumplen una función administrativa y de organización, pero no se presentan en el campo como una unidad completa, y sus planas mayores que no forman parte de la cadena de mando normal, solo tienen funciones administrativas. Las comunicaciones de los oficiales superiores saltan directamente al jefe de cada batallón. Existen casos como en Gran Bretaña, donde hay dos coroneles en todo regimiento: el coronel del regimiento, es un militar de dicho grado que gobierna el aspecto administrativo del regimiento, pero no tiene mando táctico sobre sus batallones. El coronel jefe o coronel real es una figura ceremonial, generalmente miembro de la familia real británica. A todos los efectos, cada batallón es una unidad independiente.
Cada regimiento es responsable de la gestión del personal y los recursos de cada uno de sus batallones, lo cual incluye el reclutamiento, entrenamiento básico, destinos y gestión de recursos humanos. Cada regimiento se suele ocupar de la formación de su propio personal, en lugar de mandarlo a instalaciones comunes para todas las fuerzas armadas del país. El personal que se alista en un regimiento raramente pasa a otro durante el transcurso de su carrera. Incluso cuando son destinados a academias generales, cuarteles generales o cualquier otro destino «extrarregimental», siguen formando parte (desde un punto de vista administrativo) de sus regimientos de origen. Es bastante usual también que los generales británicos se presenten a sí mismos informando de su regimiento de procedencia, a pesar de que por su rango ya no forman parte del mismo.
El regimiento se convierte en un nexo de unión tanto profesional como social. No solo el personal presta servicio dentro del mismo regimiento durante toda su carrera, sino que existe una gran cantidad de organizaciones al amparo de la tradición compartida por el regimiento: asociaciones de miembros retirados, bandas de música, agrupaciones de cadetes, museos.

### Ventajas y desventajas de ambos modelos
Una de las ventajas históricas del sistema regimental frente al continental es que genera una feroz lealtad en sus miembros hacia el regimiento como entidad, un esprit de corps que redirige la lealtad y el afán de servicio de la nación al regimiento. Al mantenerse la carrera militar de sus miembros casi por completo en un solo regimiento, se crea una identificación con el mismo y se refuerza la disciplina y cohesión como grupo. En un contexto colonial y de múltiples nacionalidades, como ha sido históricamente el de la Commonwealth, este sistema ha favorecido una combatividad y una moral en los miembros de los distintos regimientos que difícilmente podría haberse conseguido de otra forma: los soldados luchan por el honor y la imagen de su regimiento antes que por el propio país. Un ejemplo claro está en la actuación sobresaliente de regimientos reclutados en zonas de especial inestabilidad política, como Escocia, Gales, Irlanda o la India.
Otra ventaja del sistema regimental es la estabilidad política interna que produce. Es digno de mención el hecho de que el Reino Unido no haya sufrido nunca un golpe de Estado, ni tan solo la posibilidad de que se plantease uno. Puede atribuirse en gran parte a la naturaleza "tribal" del sistema regimental, que impide que un líder carismático pueda hacerse con la lealtad de una parte apreciable del ejército (excepto la familia real; recuérdese que sus miembros tienen el control ceremonial de todos los regimientos de la Commonwealth).
Por el contrario, se produce una rivalidad entre regimientos que no se da en el sistema continental, siendo difícil intercambiar unidades según manden las circunstancias, y son más frecuentes los casos de favoritismos para con miembros del propio regimiento cuando se ocupan cargos extrarregimentales.
Cuando un país intenta cambiar de una forma de organización a la otra, la iniciativa no suele tener éxito, a causa de las diferencias tanto estructurales como filosóficas. Un ejército acostumbrado al sistema continental se verá en un infierno logístico al tratar de poner en marcha los acuartelamientos, almacenes, grupos administrativos y centros de entrenamiento requeridos por cada regimiento. Por el contrario, los miembros de un ejército formado bajo el sistema regimental protestarán y se resentirán de un cambio que les obligue a perder sus tradiciones cuando algunas unidades desaparezcan o se fusionen.
Generalmente, el sistema de organización regimental funciona mejor en países con fuerzas armadas de tamaño pequeño o medio, donde los problemas de una administración dispersa no son tan acusados y las necesidades tácticas en cuanto a unidades a desplegar pueden ser cubiertas holgadamente con batallones independientes. Es especialmente indicado en despliegues en los que la función principal del ejército son las operaciones de policía a pequeña escala y la lucha contra movimientos insurgentes, que suelen requerir un largo despliegue lejos del hogar. En este tipo de situaciones, la coordinación entre regimientos es raramente necesaria, y el esprit de corps de las unidades proporciona un sustituto emocional a la falta de apoyo público en la zona de despliegue. Esta es precisamente la situación de las fuerzas británicas en el periodo colonial, en el que sus fuerzas armadas estuvieron envueltas de forma prácticamente continua en conflictos de baja intensidad, y en el que la guerra a gran escala era la excepción más que la regla.

### Sistemas modernos
Durante la Segunda Guerra Mundial, la estructura continental ganó una clara preponderancia frente al sistema regimental, debido al tamaño de las fuerzas implicadas en las campañas. La cantidad de tropas puestas en juego se volvía tremendamente difícil de gestionar con planas mayores a nivel de batallón, además de necesitarse elementos de mando intermedios. De ahí la tendencia, incluso entre los países de la Commonwealth, a crear divisiones y brigadas como agrupaciones tácticas básicas.
Sin embargo, el sistema continental era demasiado rígido para cubrir todas las situaciones creadas por el nuevo uso combinado de las distintas armas. Debido a ello, los contendientes crearon grupos flexibles interarmas, que recibieron distintos nombres según el país de origen. Aunque hay cierta controversia en cuanto a la paternidad del concepto, la mayoría de los historiadores militares coinciden en que fue el ejército alemán el primero en ponerlo en práctica usando fuerzas terrestres, con la adopción del Kampfgruppe: una formación variable en tamaño dependiendo de las unidades disponibles.
La marina de los Estados Unidos empezó a usar el concepto de Task Force como agrupación temporal ya en 1941, y su ejército adoptó el concepto y el nombre durante la segunda mitad del conflicto. Los británicos emplearon un concepto muy similar al que llamaron Battlegroup.
A partir del fin de la Segunda Guerra Mundial, la mayoría de los países desarrollados adoptaron un enfoque mixto entre la organización continental clásica y el concepto de agrupación de batalla flexible, lo cual supuso a nivel organizativo una mezcla entre el sistema continental y el regimental: los regimientos mantienen su papel como agrupaciones de batallones (en mayor o menor cantidad dependiendo de su origen histórico), pero cada batallón individual puede ser agrupado con otros elementos, tanto de su propio regimiento como externos, para formar un grupo de batalla flexible en relación con la misión a cumplir. Cada país ha dado un nombre distinto a esa reorganización, dependiendo de su propia doctrina.
En el Ejército Argentino los regimientos son las unidades tácticas de las armas de infantería y de caballería.

## Regimientos históricos

### Regimientos históricos británicos
Uno de los regimientos más famosos, por trágico, fue el Regimiento de Newfoundland (Newfoundland Regiment).
Durante la Batalla del Somme en 1916, ese regimiento integraba la segunda oleada y aquel ataque también constituía su bautismo de fuego, pues no había combatido nunca hasta ese día. Los 800 hombres del Newfoundland salieron con ímpetu de sus trincheras y cargaron con furia contra las posiciones alemanas. Pero los germanos, bien atrincherados y equipados, hicieron uso de sus ametralladoras, artillería y granadas. A los pocos minutos, casi la totalidad del regimiento yacía muerta o herida, convirtiéndose en una de las acciones más absurdas de la Gran Guerra, que siempre se caracterizó por el desprecio de muchos de los altos oficiales por la vida de sus hombres.

### Regimientos históricos españoles
- El Regimiento de Infantería Inmemorial del Rey, el más antiguo del mundo.
- El Regimiento de caballería ligero acorazado «Farnesio» 12, ubicado en Cabezón de Pisuerga (Valladolid), es el regimiento de caballería más antiguo de Europa y agrupa otros regimientos ya desaparecidos, entre ellos el regimiento Villaviciosa, de Madrid.
- El Regimiento Navas y el Regimiento de los Arapiles fueron dos unidades que se distinguieron en la guerra del Rif por ser dirigidas incompetentemente hacia el barranco del Lobo y allí casi exterminadas por los rifeños. Este suceso, entre otros, desató la Semana Trágica y la canción popular:

En el barranco del Lobo
Hay una fuente que mana
Sangre de los españoles
Que murieron por España
Pobrecitas madres
Cómo llorarán
Al ver que sus hijos
Ya no volverán

- El Regimiento Alcántara fue una unidad de caballería convencional, equipada con caballos y mulas, que sirvió en la guerra de África y se distinguió en el Desastre de Annual[5] por ser una de las pocas unidades que combatió con valor, sufriendo más de un 96% de bajas y siendo por ello la unidad de caballería contemporánea que más bajas ha cosechado.

- Quinto Regimiento
- Regimiento Asturias
- Regimiento Extremadura
- Regimiento Príncipe
- Regimiento Simancas
- Regimiento Soria
- Regimiento Numancia
- Regimiento de infantería de línea de Cangas de Tineo

### Regimientos históricos argentinos
- El Regimiento de Granaderos a Caballo —recreado en la Ciudad Autónoma de Buenos Aires,[6] con la denominación oficial de Regimiento de Granaderos a Caballo General San Martín—, se erige como una de las unidades militares más eminentes y reconocidas del Ejército Argentino y el mundo entero, por el vital rol que desempeñó durante la Guerra de independencia de la Argentina (integrada por el entonces virreinato del Río de la Plata), librada contra el Imperio español, así como en la emancipación de otros Estados americanos, tales como Chile y Perú.

El regimiento fue creado en mayo de 1812 por orden del Gobierno Superior Provisional del país, asignándose específicamente tal tarea al entonces teniente coronel de caballería José de San Martín, respondiendo a la necesidad de conformar un cuerpo de caballería idóneo y cualificado, a fin de hacer frente a los inminentes desafíos bélicos que el bando revolucionario tenía por delante.
Superando a la figura de su mentor, el regimiento de Granaderos a Caballo constituyó la primera unidad autóctona, semilla y punta de lanza del incipiente Ejército Nacional, (tendencia materializada algunos años luego de su creación, en el Ejército de los Andes), que finalmente daría origen al moderno Ejército Argentino. En tal sentido, su trascendencia no solo reside en su carácter fundacional, sino en la proyección y nivel militar que su creador tuvo en mente a la hora de crear el regimiento.
Formado para ser una de las primeras unidades de elite en toda Sudamérica, los integrantes del regimiento eran elegidos de entre los mejores hombres que se tuviera a disposición (en cumplimiento de estrictas especificaciones psicofísicas requeridas por el mismo San Martín), y entrenados rigurosamente, a fin de poder hacer frente a las peores inclemencias de la guerra y concluir así satisfactoriamente la campaña independentista de las Provincias Unidas del Río de la Plata.

### Regimiento histórico del Paraguay
Regimiento de Infantería 13 "Tuyuti" conocidos como los Kavichu pochy
tal vez el más conocido de todos los regimientos en la historia del Paraguay, inmortalizado en los versos del poeta Emiliano R. Fernández, cuenta las hazañas del Regimiento 13 "Tuyuti" en las defensas del Fortín Nanawa en el marco de la Guerra del Chaco 1932-1935, en donde las fuerzas bolivianas al mando del General alemán Hans Kundt intentaron quebrar las defensas en la Primera batalla de Nanawa en enero de 1933 y en la Segunda batalla de Nanawa en julio de 1933 sin éxito en ambas ocasiones. Existe una polca patriótica en homenaje al regimiento número 13 cantada en idioma guaraní.

Tuguy etá apytépe oú la victoria 
Regimiento 13 pe opukavymí
ko’aga ikatuma he´í la historia
Ndopá mo´áiha raza Guaraní

Entre mucha sangre vino la victoria, el regimiento trece sonríe, ahora ya puede decir la historia que no acabará la raza guaraní